# Halowe Mistrzostwa Świata w Lekkoatletyce 1995 – pchnięcie kulą kobiet
Pchnięcie kulą kobiet – jedna z konkurencji rozgrywanych podczas halowych mistrzostw świata w lekkoatletyce w 1995. W jej ramach odbył się tylko finał, który miał miejsce 11 marca.
Udział w tej konkurencji brało 12 zawodniczek z 9 państw. Zawody wygrała reprezentantka Niemiec Kathrin Neimke. Drugą pozycję zajęła zawodniczka ze Stanów Zjednoczonych Connie Price-Smith, trzecią zaś reprezentująca Niemcy Grit Hammer.
W dniu zawodów najlepszy wynik odnotowała reprezentantka Rosji Łarisa Pieleszenko, uzyskując w najlepszej próbie rezultat 19,93 m. Zawodniczkę jednak zdyskwalifikowano po tym, jak wykryto w jej organizmie obecność niedozwolonej substancji dopingowej, ten test wykonano jeszcze przed rozpoczęciem czempionatu.

## Wyniki
| Miejsce | Zawodniczka          | Państwo           | Próba | Próba | Próba | Próba | Próba | Próba | Wynik końcowy | Uwagi |
| Miejsce | Zawodniczka          | Państwo           | #1    | #2    | #3    | #4    | #5    | #6    | Wynik końcowy | Uwagi |
| ------- | -------------------- | ----------------- | ----- | ----- | ----- | ----- | ----- | ----- | ------------- | ----- |
| 01 !    | Kathrin Neimke       | Niemcy            | 18,97 | X     | 19,40 | 18,37 | 19,35 | 19,25 | 19,40         |       |
| 02 !    | Connie Price-Smith   | Stany Zjednoczone | 18,30 | X     | 19,12 | 17,94 | X     | X     | 19,12         |       |
| 03 !    | Grit Hammer          | Niemcy            | 18,48 | 18,94 | 18,92 | 19,02 | 18,68 | 18,96 | 19,02         |       |
| 4.      | Zhang Liuhong        | Chiny             | 18,84 | X     | X     | X     | 17,91 | X     | 18,84         |       |
| 5.      | Sui Xinmei           | Chiny             | 18,57 | 18,74 | X     | 18,81 | 18,78 | 18,77 | 18,81         |       |
| 6.      | Wałentyna Fediuszyna | Ukraina           | 18,48 | X     | X     | X     | X     | X     | 18,48         |       |
| 7.      | Mihaela Oană         | Rumunia           | 17,71 | 18,07 | 17,93 | 17,73 | X     | 17,99 | 18,07         |       |
| 8.      | Judy Oakes           | Wielka Brytania   | 17,77 | X     | X     | NQ    | NQ    | NQ    | 17,77         |       |
| 9.      | Nataša Erjavec       | Słowenia          | 17,22 | 17,41 | X     | NQ    | NQ    | NQ    | 17,41         |       |
| 10.     | Corrie de Bruin      | Holandia          | 16,90 | 16,66 | 16,88 | NQ    | NQ    | NQ    | 16,90         |       |
| 11.     | Eileen Vanisi        | Stany Zjednoczone | 16,10 | X     | X     | NQ    | NQ    | NQ    | 16,10         |       |
| –       | Łarisa Pieleszenko   | Rosja             | 19,09 | X     | 19,76 | 19,49 | 19,93 | 19,48 | 19,93         |       |